# Seznam baročnih violinistov (1600 - 1780)
Seznam baročnih violinistov.

## A
- Tomaso Albinoni  *1671 - † 1751

## B
- Johann Sebastian Bach  *1685 - † 1750
- Heinrich Ignaz Franz Biber  *1644 - † 1704

## C
- Arcangelo Corelli  *1653 - † 1713

## D
- Evaristo Felice dall'Abaco * 1675 - † 1742
- Matthew Dubourg * 1707 - † 1767

## F
- Carlo Farina  *1600 - † 1640

## G
- Francesco Geminiani  *1687 - †  1762

## L
- Jean-Marie Leclair *1697 - † 1764
- Pietro Locatelli  *1695 - † 1765

## M
- Francesco Manfredini *1684 - † 1762
- Michele Mascitti  *1663 - † 1760

## P
- Johann Georg Pisendel  * 1687 † 1755

## S
- Johann Heinrich Schmelzer  *1623 - † 1680
- Lorenzo Somis * 1688 - † 1775

## T
- Giuseppe Tartini  *1692 - †  1770
- Carlo Tessarini *1690 - † 1765
- Giuseppe Torelli  *1658 - † 1709

## V
- Francesco Maria Veracini  *1690 - † 1768
- Antonio Vivaldi  *1678 - † 1741
- Giovanni Battista Vitali  *1632 - †1692
- Tommaso Antonio Vitali *1663 - † 1745

## W
- Johann Jakob Walther  *1650 - †1717